# Kirkkosuntti
Kirkkosuntti är ett sund i Finland. Det ligger i landskapet Egentliga Finland, i den södra delen av landet, 150 km väster om huvudstaden Helsingfors. Kirkkosuntti ligger mellan Kakskerta och Satava, vid Kakskerta kyrka. Väster om bron mellan öarna kallas sundet Höyttistensuntti.
Kirkkosuntti löper mellan Satava, Isosaari och Mäntysaari i norr samt Kakskerta i söder. I väster avsmalnar den till kanalen Höyttistensunti och i öster ansluter den till Lemofjärden.